# زلوینو
زلوینو (به لاتین: Zelvino) یک منطقهٔ مسکونی در روسیه است که در استان آمور واقع شده‌است.